# Boardwalk Empire
Boardwalk Empire (titulada El imperio del contrabando en Hispanoamérica) es una serie de televisión estadounidense producida y emitida originalmente por el canal de televisión por cable HBO. Ambientada en la ciudad de Atlantic City, Nueva Jersey, durante el periodo de la ley seca en los años 1920 y protagonizada por Steve Buscemi, se basa parcialmente en el libro Boardwalk Empire: The Birth, High Times, and Corruption of Atlantic City, de Nelson Johnson, y fue adaptada por Terence Winter, escritor y productor de Los Soprano.
El director Martin Scorsese es uno de sus productores ejecutivos, que además dirigió el episodio piloto, que tuvo un coste de 18 millones de dólares. La serie se estrenó el 19 de septiembre de 2010 en Estados Unidos y solo dos días después, la HBO anunció la segunda temporada. En 2014 se anunció que la quinta temporada de la serie sería la última.
Boardwalk Empire recibió buenas críticas y altos niveles de audiencia, en particular por su estilo visual y fidelidad histórica, y por la interpretación de Buscemi. La serie recibió 57 nominaciones al Primetime Emmy, incluyendo dos a la Mejor serie dramática, de los cuales se llevó 20. Además ganó el Globo de Oro como Mejor serie dramática en 2011 y dos premios SAG al mejor reparto de televisión en una serie dramática en 2011 y 2012.

## Sinopsis
Boardwalk Empire es un drama de época centrado en Enoch "Nucky" Thompson (personaje basado en Enoch "Nucky" Johnson, influyente político de tal ciudad entre 1911 y 1941), una prominente figura política que controla Atlantic City, Nueva Jersey, durante el período de la ley seca desde 1920 hasta 1930. Nucky interactúa con varias figuras históricas en su vida personal y política, incluyendo gánsteres, políticos o agentes del gobierno. El gobierno además se interesa en el contrabando y otras actividades ilegales de esa zona, mandando agentes para investigar posibles conexiones con la mafia, pero también para observar el lujoso y costoso estilo de vida de Nucky, figura política del condado.
Como el Enoch L. Johnson real, el Nucky de la serie es el segundo de tres jefes que condujeron el poder republicano y usaron el chantaje y el poder político para controlar Atlantic City. Sin embargo, Terence Winter declaró que el libro de Nelson Johnson "fue en realidad solo un punto de partida".

## Reparto y personajes
Reparto estelar
- Steve Buscemi como Enoch "Nucky" Thompson (temporadas 1-5) – Mitad político, mitad gánster, es el tesorero de Atlantic City y la figura criminal más poderosa.
- Kelly Macdonald como Margaret Schroeder / Margaret Thompson (nacida como Margaret Catherine Sheila Rohan) (temporadas 1-5) – Una joven viuda irlandesa que busca ayuda de Nucky, se vuelve su amante y finalmente su esposa.
- Michael Shannon como Nelson Van Alden / George Mueller (temporadas 1-5) – Un ferviente agente del Departamento del Tesoro, identifica a Nucky como la figura clave del contrabando.
- Shea Whigham como Elias "Eli" Thompson (temporadas 1-5) – Hermano menor de Nucky y sheriff corrupto de la ciudad.
- Stephen Graham como Al Capone (temporadas 1-5) – Un gánster ítalo-estadounidense de bajo nivel de Chicago, con aspiraciones de entrar en el negocio del contrabando.
- Vincent Piazza como Lucky Luciano (temporadas 1-5) – Gánster siciliano y asociado de Rothstein.
- Michael Kenneth Williams como Albert "Chalky" White (temporadas 1-5) – Alcalde de facto de Chickenbone Beach, un barrio de negros de Atlantic City.
- Paul Sparks como Mieczyslaw "Mickey Doyle" Kozik (temporadas 1-5) – Un contrabandista de Atlantic City.
- Michael Stuhlbarg como Arnold Rothstein (temporadas 1-4) – Un poderoso gánster de Nueva York que entra en el negocio junto a Nucky.
- Anthony Laciura como Edward Anselm "Eddie" Kessler (temporadas 1-4) – El asistente de Nucky.
- Gretchen Mol como Gillian Darmody (temporadas 2-5; recurrente en la 1.ª temporada) – La madre de Jimmy y amiga de Nucky.
- Jack Huston como Richard Harrow (temporadas 2-4; recurrente en la 1.ª temporada) – Francotirador de la Primera Guerra Mundial y aliado de Jimmy. Herido en la guerra, usa una máscara que cubre la mitad de su cara.
- Michael Pitt como James "Jimmy" Darmody (temporadas 1-2) – Un estudiante que abandonó Princeton para combatir en la Primera Guerra Mundial. Trabajó para Nucky durante un tiempo antes de dedicarse al crimen organizado por su cuenta.
- Aleksa Palladino como Angela Darmody / Angela Ianotti (temporadas 1-2) – Esposa de Jimmy y madre de su hijo.
- Paz de la Huerta como Lucy Danziger (temporadas 1-2) – La temperamental examante de Nucky y bailarina de Ziegfeld Follies. Abandona la ciudad después de recibir dinero de Nucky.
- Dabney Coleman como Comodoro Louis Kaestner (temporadas 1-2) – Predecesor y mentor de Nucky. Es el padre biológico de Jimmy.
- Charlie Cox como Owen Sleater (temporadas 2-3) – Un joven criminal irlandés con conexiones con el IRA que trabaja para Nucky.
- Jeffrey Wright como Dr. Valentin Narcisse (temporadas 4-5) – Un filántropo de Harlem cuyos planes incluyen a Nucky.
- Ben Rosenfield como Willie Thompson (temporada 5; recurrente en la 4.ª temporada) – Hijo de Eli, un estudiante de la Universidad de Temple y más tarde abogado del Departamento de Justicia.
- Bobby Cannavale como Giuseppe Colombano "Gyp" Rosetti (temporada 3) – Un encantador pero despiadado gánster siciliano que se enfrenta a Nucky.
- Ron Livingston como Roy Phillips (temporada 4) – Un adinerado hombre de negocios que se involucra con Gillian Darmody.

Reparto recurrente
- Greg Antonacci como Johnny Torrio. Jefe de Capone en Chicago.
- Erik Weiner como Agente Eric Sebso. Compañero de Van Alden.
- Anatol Yusef como Meyer Lansky. Gánster y protegido de Rothstein.
- Michael Zegen como Bugsy Siegel. Un joven gánster judío y amigo de la infancia de Meyer Lansky.
- Dominic Chianese como Leander Whitlock. Un concejal retirado de la era Kaestner que en ocasiones asesora a Jimmy.
- William Forsythe como Munya "Manny" Horvitz. Un gánster judío de Filadelfia que hace un trato con Jimmy para contrabandear alcohol.
- Stephen Root como Gaston Means. Un falsificador, estafador y sospechoso de asesinato, que se vuelve investigador especial para el Departamento de Justicia de los Estados Unidos.
- Stephen DeRosa como Eddie Cantor. Una famosa estrella del vodevil.
- Christopher McDonald como Harry Daugherty. Encargado de la campaña de Warren G. Harding y más tarde fiscal general.
- James Cromwell como Andrew W. Mellon. El Secretario del Tesoro de los Estados Unidos.
- Patricia Arquette como Sally Wheet. Dueña de un bar clandestino en Tampa, Florida.

## Episodios
| Temporada | Temporada | Episodios | Episodios | Emisión original         | Emisión original        |
| Temporada | Temporada | Episodios | Episodios | Primera emisión          | Última emisión          |
| --------- | --------- | --------- | --------- | ------------------------ | ----------------------- |
|           | 1         | 12        | 12        | 19 de septiembre de 2010 | 5 de diciembre de 2010  |
|           | 2         | 12        | 12        | 25 de septiembre de 2011 | 11 de diciembre de 2011 |
|           | 3         | 12        | 12        | 16 de septiembre de 2012 | 2 de diciembre de 2012  |
|           | 4         | 12        | 12        | 8 de septiembre de 2013  | 24 de noviembre de 2013 |
|           | 5         | 8         | 8         | 7 de septiembre de 2014  | 26 de octubre de 2014   |

## Producción

### Desarrollo

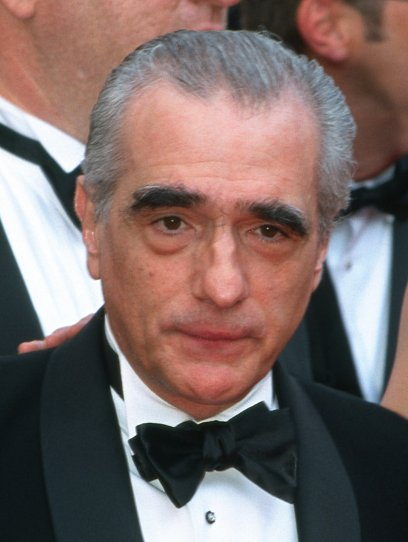
Martin Scorsese, director del piloto

El ganador del premio Emmy, Terence Winter, que había trabajado como productor ejecutivo y guionista en la exitosa serie de HBO Los Soprano, fue contratado para adaptar la novela Boardwalk Empire el 4 de junio de 2008. Winter había estado interesado en crear una serie ambientada en los años '20, ya que creía que esa época no había sido explorada apropiadamente antes. Fue por esta razón que decidió acaparar la adaptación de la novela en la sección de la era de la ley seca. El 1 de septiembre de 2009 se anunció que el ganador del premio Oscar, el director Martin Scorsese, iba a dirigir el piloto. Sería la primera vez que dirigiría un capítulo de televisión desde la serie Cuentos asombrosos de Steven Spielberg en 1986. La producción sería muy ambiciosa, algunos especulaban que sería de una escala demasiado grande para la televisión. "Pensaba todo el tiempo 'Esto no tiene sentido. ¿Cómo vamos a costear un paseo marítimo, o un imperio?'", dijo el creador Terence Winter. "No podemos llamarla 'Boardwalk Empire' (imperio marítimo) y no ver un paseo marítimo". Más tarde la producción construiría un largo paseo marítimo en un lote vacío en Brooklyn, Nueva York, con un costo de cinco millones de dólares. A pesar de que se habló de un presupuesto de 50 millones de dólares, el costo final del piloto fue de alrededor de 18 millones.
Acerca de por qué eligió volver a la televisión, Scorsese dijo: "Lo que está sucediendo los últimos 9 o 10 años, particularmente en HBO, es lo que queríamos a mitad de los años sesenta con las películas hechas en principio para la televisión. Esperábamos que hubiera esta clase de libertad y la posibilidad de crear otro mundo y una historia y personajes a largo plazo. Creo que eso no sucedió en los '70, ni en los '80 y '90. Y por supuesto... HBO es un pionero en esto. Estuve tentado durante años para hacer algo con ellos por su naturaleza a largo plazo y su desarrollo de personajes y argumento". Elogió a la cadena HBO diciendo: "Algunos de los episodios, en muchas de las series, son profundos, inteligentes y creados de manera brillante... Es una nueva oportunidad para contar historias. Es muy diferente a la televisión del pasado".

### Reparto

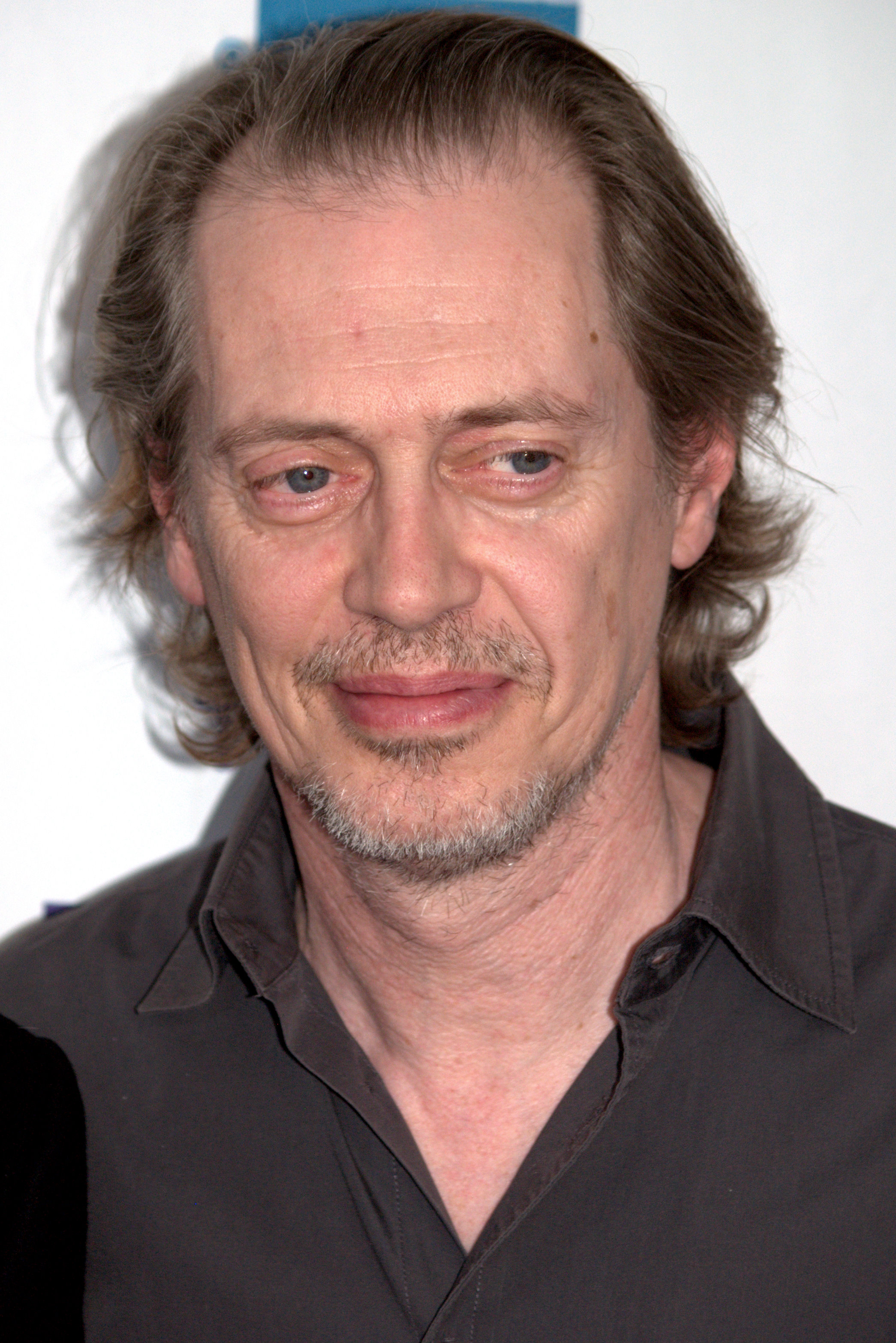
Steve Buscemi, quien interpreta a Nucky Thompson, comentó que el papel es "uno de los mejores" que ha tenido

"Scorsese es un imán de actores", comentó Winter. "Todos quieren trabajar con él. Tenía todas esas ideas en la cabeza y pensé: 'Mejor escribo algo bueno para esta gente'". Para el papel de Nucky Thompson (basado en el jefe político de Atlantic City, Enoch Johnson), Winter quería alejarse del Johnson de la vida real lo máximo posible. "Si tuviésemos que elegir al actor que más se parece el Nucky real, tendríamos que haber elegido a Jim Gandolfini", dijo Winter. La idea de Steve Buscemi en el papel principal surgió cuando Scorsese mencionó que quería trabajar con el actor, a quien Winter conocía por haber trabajado en Los Soprano. Winter le envió el guion a Buscemi, quien respondió muy entusiasta, Buscemi comentó: "Pense 'Guau. Casi me arrepiento de haber leído esto, porque si no lo consigo, va a ser muy triste'. Mi respuesta fue 'Terry, sé que estas buscando otros actores', y me contestó 'No, no, Steve, te queremos a ti'". Scorsese dijo: "Me encanta la versatilidad que tiene, su sentido dramático, pero también su sentido del humor".
A Buscemi pronto se le unió Michael Pitt, conocido por la serie Dawson's Creek y coprotagonista (junto a Buscemi) de Delirious. Más tarde se integraron al reparto Kelly Macdonald, Vincent Piazza y Michael Shannon, quien acababa de ser nominado al Oscar por su trabajo en Revolutionary Road de Sam Mendes.

### Rodaje
El rodaje fue realizado en un set creado especialmente en Greenpoint, Brooklyn, NY. Las escenas interiores del primer episodio fueron filmadas en el Manhattanville College. El set ubicado en Greenpoint, el cual tiene un largo de 300 pies una "perfecta imitación de la época" de Atlantic City en los años veinte, tardó tres meses en ser construido. El set incluye tiendas, automóviles y el propio paseo marítimo; el estudio de efectos digitales de Brooklyn, Brainstorm Digital, utilizó modelos 3D después de rodar para añadir detalles como líneas del horizonte, carteleras publicitarias, muelles y playas, cuya apariencia según el artista de Brainstorm, Chris Wesselman, estuvieron basadas en unas tarjetas postales antiguas.

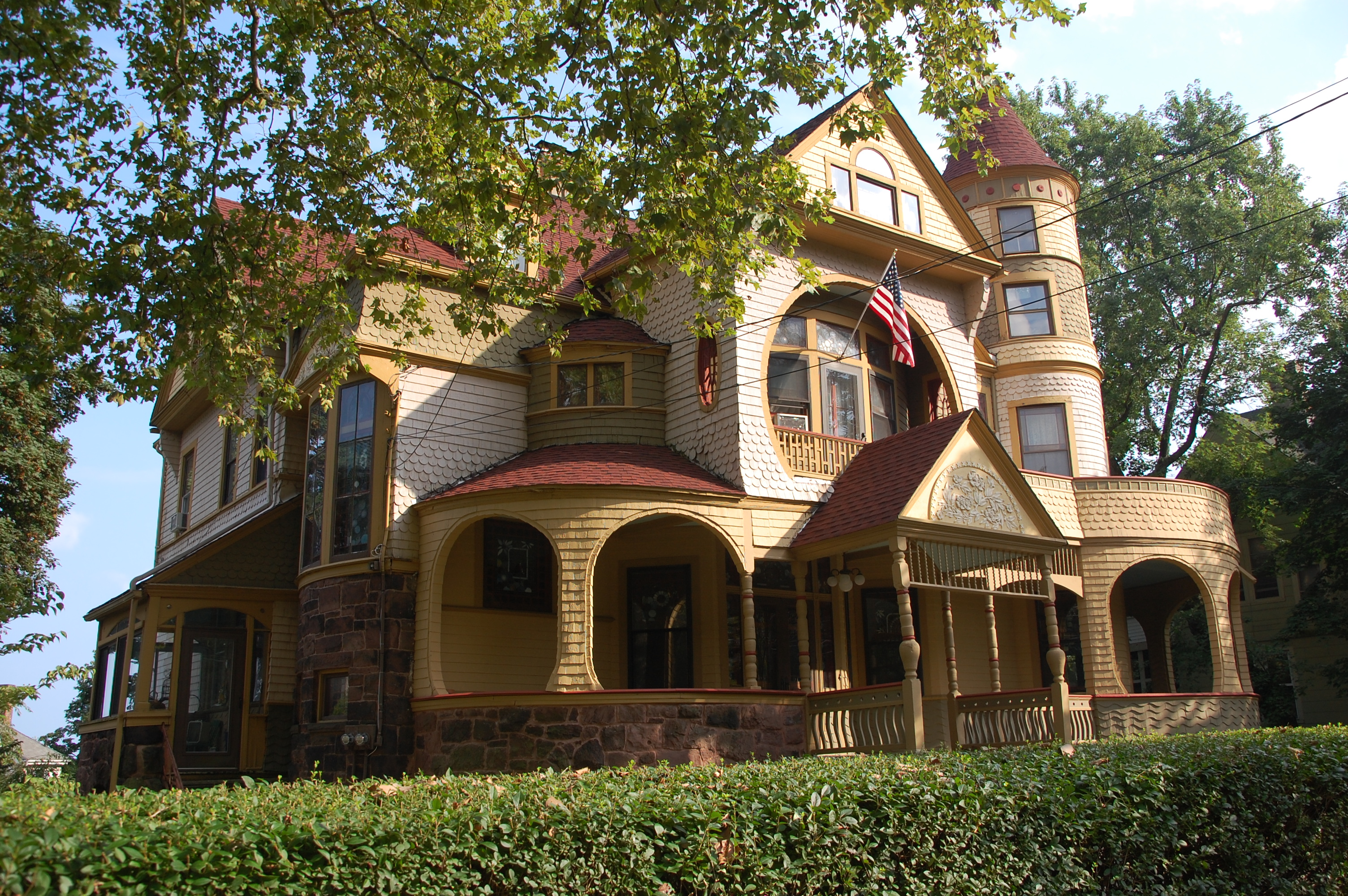
Una casa en Staten Island que sirvió como lugar de rodaje para la serie.

La filmación del episodio piloto se realizó, en junio de 2009, en varios lugares de Nueva York y sus alrededores. la compañía de Brooklyn, Brainstorm Digital se encargó de crear los efectos visuales de la serie. Glenn Allen, productor de efectos especiales de Boardwalk Empire y cofundador de Brainstorm, dice: "Es nuestro trabajo más complejo hasta la fecha. Ahora todo es HD, así que tenemos que tratarlo como si fuese una película". "Cada vez que vas a trabajar en un trabajo de época, es más divertido", comenta el artista de efectos visuales, Chris Wesslemen, quien utilizó imágenes de archivo, postales y planos arquitectónicos para recrear los paseos marítimos de Atlantic City lo más precisos posible. "Tenemos que investigar como realmente era la vieja Atlantic City. Los muelles fueron una de las partes más difíciles porque cada verano cambiaban -nuevas tiendas, nuevos anuncios-". Le llevó dos meses a la compañía completar todos los efectos visuales para el piloto.
La producción del primer episodio de la serie, de 80 minutos de duración, costó 18 millones de dólares. Algunas personas allegadas a la industria han estimado que el costo de la primera temporada de Boardwalk Empire es de más de 65 millones.

### Diseño de vestuario
Diseñados por John Dunn y confeccionados por Martin Greenfield, los atuendos de Boardwalk Empire estuvieron basados en libros de vestimenta de los años 1920 de las bibliotecas del Fashion Institute of Technology y se encontraron ejemplos en el Museo Brooklyn y en el Met. Los diseños de Dunn estuvieron meticulosamente detallados, incluyendo un cuello para las camisas de Nucky y trajes de lana especialmente realizados. En una entrevista en 2010, Dunn le dijo a la revista Esquire: "Con Marty y Terry Winter, desarrollé la esencia de cada uno de los personajes. Todos queríamos que fuese muy, muy específico y fiel al período... No me gusta hacer ropa aburrida, pero tenemos que asegurarnos de no vestir a alguien de una manera que no tendrá sentido cuatro episodios más tarde".

### Participación de Martin Scorsese
Martin Scorsese estuvo involucrado en el proyecto incluso antes que el creador Terece Winter. Dirigió el piloto y estableció el aspecto de la serie, que luego fue emulado por el resto de los directores para hacerla compacta e ininterrumpida. Es también uno de los productores ejecutivos de la serie. Según Winter, Scorsese participa en las decisiones de reparto, y observa el montaje y otros detalles. Hasta la filmación de la primera temporada, Scorsese y Winter se reunían cada sábado por la tarde para comentar y repasar lo sucedido durante la semana. Se espera que Scorsese continúe involucrado creativamente en la producción y, si la serie continúa, dirigiría más episodios.

### Equipo
Scorsese y Winter están acompañados por Mark Wahlberg, Stephen Levinson y Timothy Van Patten como productores ejecutivos. Van Patten había sido director habitual en Los Soprano y también se encargó de dirigir Boardwalk Empire. Lawrence Konner fue coproductor ejecutivo. Konner además escribió para la serie y anteriormente había sido guionista de Los Soprano. Howard Korder y Margaret Nagle fueron productores supervisadores en la primera temporada. El equipo fue reconocido con varios premios Emmy por su trabajo en la primera temporada.

## Personajes históricos
En la serie aparecen algunos personajes históricos estadounidense de los años 1920 y 1930:

### Mafiosos
- Bill Lovett (1894-1923), mafioso irlandés jefe de la Jay Street Gang y la  posteriormente la White Hand Gang. Fue el presunto asesino de Dinny Meehan.
- William McCoy (1877-1948), capitán de barco y traficante estadounidense.
- Alphonse "Al" Capone (1899-1947), importante mafioso estadounidense. Su de actividad principal fue entre 1920 y 1930, alcanzando notoriedad durante el período de la ley seca como el cofundador y jefe del Outfit de Chicago.
- Frank Capone (1895-1924), importante mafioso y hermano de Al Capone.
- Jake Guzik (1886-1956), asesor legal y financiero del Outfit de Chicago.
- Hymie Weiss (1898-1926), mafioso de origen polaco-estadounidense, líder de la North Side Gang y gran rival de Al Capone.
- James "Big Jim" Colosimo (1878-1920), mafioso de origen italoestadounidense, su carrera llegaría a un abrupto final cuando, luego de un desacuerdo con Johnny Torrio fuera asesinado en su café.
- Meyer Lansky (1902-1983), mafioso judío estadounidense, de gran notoriedad por gestionar junto con su socio Charles “Lucky” Luciano una de las mayores redes criminales y de lavado de dinero en los años 1930.
- Charles "Lucky" Luciano (1897-1962), mafioso italoestadounidense. Junto con su socio Meyer Lansky, fundó y gestionó la primera Comisión y el Sindicato nacional del crimen, además de ser jefe de la Familia criminal Genovese.
- Stefano Magaddino (1891-1974), mafioso de origen italiano, en 1902 se trasladó a New York y desde ahí lideró la familia criminal de Búfalo. Se poder se extendió desde Ohio hasta Ontario e incluso Montreal o Quebec.
- Joe Masseria (1886-1931), uno de los primeros mafiosos ítalo estadounidense en Nueva York. Fue cabeza de la Familia criminal Genovese. En 1931 fue asesinado por orden de Maranzano y Lucky Luciano.
- Dean O'Banion (1892-1924), de origen irlandés, dirigió la North Side Gang, convirtiéndose en elprincipal rival de Johnny Torrio y Al Capone durante las brutales guerras de contrabando en Chicago durante la década de 1920. Fue asesinado en 1924 por Frankie Yale, John Scalise y Albert Anselmi.
- Richard "Peg Leg" Lonergan (1900-1925), sucedió a Bill Lovett como líder de la White Hand Gang; durante su mandato se llevó a cabo una campaña contra Frankie Yale.
- Ralph Capone (1894-1974), hermano mayor de Al Capone, se dedicó a dirigir las operaciones legítimas de embotellado de bebidas no alcohólicas en Chicago.
- George Remus (1874-1952), abogado de origen alemán y uno de los primeros contrabandista en la época de ley seca, su carrera terminaría con su arresto por múltiples violaciones de la Ley Volstead en 1925.
- Arnold Rothstein (1882-1928), su habilidad en los negocios y en el juego le permitieron hacerse el líder de la mafia judeoestadounidense. Fue conocido públicamente por el escándalo de los Medias Negras y otros fraudes en el deporte. Fue asesinado en 1928 luego de rehusarse a pagar una gran deuda de un juego de póquer.
- Salvatore Maranzano (1886-1931), delincuente de origen italiano. Fue uno de los primeros jefes de la Cosa Nostra en los Estados Unidos, también ostentó el título de "Capo di tutti i capi". Fue asesinado por orden de Lucky Luciano en 1931.
- Benjamin "Bugsy" Siegel (1906-1947), fue uno de los miembros más influyentes de la mafia judía. Es conocido por el desarrollo de Las Vegas y por ser el creador del primer hotel y casino de la ciudad, el Flamingo.
- Edward "Spike" O'Donnell (1890-1962), mafioso irlandés líder de la banda Westside O'Donnells.
- Johnny Torrio (1882- 1957), gánster italoestadounidense, constructor e ideólogo del Outfit de Chicago y el Sindicato nacional del crimen. Luego de su retito se convertiría en asesor no oficial de la Familia Genovese.
- Waxey Gordon (1888-1952), contrabandista y socio de Arnold Rothstein durante la época de la prohibición. Después de la muerte de Rothstein sus antiguos asociados, Lucky Luciano y Meyer Lansky, entregaron a las autoridades información que llevaría a su arresto por 10 años.
- Frankie Yale (1893-1828), gánster de Brooklyn y mano derecha de Al Capone.

### Políticos
- Andrew William Mellon (1855-1937), banquero estadounidense, conocido por ser el 49.º Secretario del Tesoro (1921-1932). Durante el período de la ley seca permitió el funcionamiento de su destilaría, Old Overholt, con fines medicinales.
- Edward L. Bader (1874-1927), Alcalde de Atlantic City desde 1920 hasta su muerte en 1927.
- William J. Fallon (1886-1927), abogado defensor de Arnold Rothstein y su cómplice Nicky Arnstein durante el juicio por el escándalo de los Medias Negras.
- Harry M. Daugherty (1860-1941), político estadounidense, se desempeñó como 51.º Fiscal General de los Estados Unidos desde 1921 hasta su renuncia por el escándalo del Teapot Dome en 1924.
- Walter E. Edge (1873-1956), fue Senador por el Estado de New Jersey entre 1919 y 1929, y posteriormente 36.º Gobernador de New Jersey (1944-1947).
- Edward Irving Edwards (1863-1931), en su carrera fue el 37.º Gobernador de New Jersey, y luego Senador por dicho estado entre 1923 y 1929.
- Frank Hague (1876-1956), Alcalde de Jersey City desde 1917 hasta su muerte en 1947.
- Gaston Means (1879-1938), fue un detective privado, contrabandista, falsificador, extorsionador y asesino estadounidense. Si bien no estuvo involucrado en el escándalo del Teapot Dome, Means estuvo asociado con otros miembros de la llamada Banda de Ohio que se formó en la administración del presidente Warren G. Harding.
- Harry Bacharach (1873-1947), fue alcalde de Atlantic City en tres ocasiones, 1912 (6 meses), 1916-1920 y 1930-1935.
- Joseph P. Kennedy (1888-1969), empresario y diplomático estadounidense, padre del futuro Presidente John F. Kennedy y de los Senadores Robert y Ted Kennedy.
- Jess Smith (1872-1923), asistente del Presidente Harding y miembro de la Ohio Gang. Luego de describirse el escándalo del Teapot Dome sería hallado en su domicilio con un disparo en la cabeza, su muerte se caratularía como suicidio, aunque se sospechó que podría haber sido un asesinato.
- Warren G. Harding (1865-1923), estadista norteamericano y 29.º Presidente de los Estados Unidos. Su administración se vio teñída de escándalos.

### Deportistas y artistas
- Abe Attell (1883-1970), boxeador nacido en Chicago, conocido por se campeón mundial de peso pluma de 1906 a 1912, y su reinado casi consecutivo de diez años.
- Eddie Cantor (1892-1964), actor, comediante, cantante y compositor estadounidense.
- Edith Day (1896-1971), actriz y cantante estadounidense conocida por sus roles en comedias musicales.
- Georges Carpentier (1894-1975), boxeador francés del peso pesado y campeón mundial del peso semipesado.
- Jack Kearns (1882-1963), boxeador norteamericano.
- Jack Dempsey (1895-1983), boxeador estadounidense, campeón mundial de los pesos pesados entre 1919 y 1926.
- Joe Beckett (1892-1965), boxeador profesional inglés de la década de 1910 y 1920.
- Lillian Gish (1893-1993), actriz del cine mudo estadounidense.
- Mamie Smith (1891-1946), afrodescendiente conocida por sus interpretaciones de la música jazz y blues, dando su sobrenombre de "primera dama del blues". Fue la primera mujer de color en grabar un disco, en 1920.
- Margaret Sanger (1879-1966), enfermera estadounidense, activista a favor de la educación sexual y la eugenesia, fundadora de la Liga Estadounidense para el Control de la Natalidad.
- Max Hirsch (1880-1969), entrenador de caballos de carreras de pura sangre.
- Claude McKay (1890-1948), escritor y poeta jamaicano.
- James Scott (1885-1938), pianista afroamericano.
- Lee Shubert (1871-1953), productor teatral de origen lituano.
- Sophie Tucker (1887-1966), cantante y actriz estadounidense.
- Gloria Swanson (1899-1983), actriz estadounidense.
- Theodore Hardeen (1876-1954), mago y escapista, conocido por ser el hermano de Houdini.

### Otros personajes
- Mae Capone (1897-1986), esposa de Al Capone.
- Carolyn Rothstein (1888-?), esposa de Arnold Rothstein.
- Elizabeth Ann Blaesing (1919-2005), hija del 29.º Presidente de los Estado Unidos, Warren G. Harding.
- Florence Harding (1860-1924), esposa del Presidente Harding.
- Katheryn Bader (?-?), esposa de Edward L. Bader.
- Nan Britton (1896-1991), secretaria y amante del Presidente Warren G. Harding.
- Albert Francis Capone (1918-2004), hijo de Al Capone.
- Teresina Capone (1867-1952), madre de Al Capone.

## Acogida
El recopilador de reseñas Metacritic otorgó a la serie una puntuación de 88 sobre 100, basándose en 29 críticas, indicando aclamación universal.
David Hinkley de New York Daily News le dio cinco estrellas, diciendo: "Ver Boardwalk Empire es como sentarte en tu bar favorito y escuchar a alguien decir 'la casa invita las bebidas'. Amigos, no hay nada mejor". Paige Wiser del Chicago Sun-Times lo calificó "un evento que no se puede perder" y elogió a Buscemi en particular, refiriéndose a su actuación como "fascinante". Matt Roush de TV Guide elogió la colaboración entre Scorsese y Winter, comentando que el piloto "une de forma brillante el virtuoso ojo cinemático de Martin Scorsese con la maestría panorámica de Winter con ricos personajes y una trama llena de incidentes", y finalizó su reseña afirmando que "es la narración más pura -e impura- disfrutable que HBO ha producido en años, como una película que nunca quieres que termine". Brian Lowry de Variety elogió a la serie por regresar a HBO al mejor nivel, diciendo: "Esto es bastante simple, la televisión en su mejor forma, ocupando un buen lugar que -con toda la competición- aún es único en HBO: Un programa costoso, explícito y con una trama basada en los personajes, con un material que ninguna otra cadena o estudio de cine se atrevería a tocar... Para esos que se preguntan cuándo el canal va a mostrar otra franquicia que lo ponga en primera plana, la espera finalizó: vayan directamente a Boardwalk". "Una de las joyas inesperadas de Boardwalk Empire es la manera en que la serie revela las singularidades de esos tiempos, quitando las capas de una amable sociedad para revelar un sombrío mundo de criminales y políticos que colaboran para mantener el alcohol en las calles", comentó Heather Havrilesky de la revista en línea Salon.com, quien llamó al piloto "impresionante".
Roberto Bianco de USA Today dijo en su crítica que Boardwalk Empire fue "producida de manera extravagante, increíblemente violenta y tan fría y dura como el hielo, Boardwalk Empire nos traslada al antiguo patio de recreo al comienzo de la prohibición, y devuelve a HBO a la cabeza de las series de TV". Screen Rant describió el piloto positivamente: "El episodio piloto empieza y termina estrepitosamente: considéralo como un tiro de aviso para otras cadenas: HBO está de vuelta con otra serie exitosa y están haciendo valer su derecho a ocupar las noches de domingo". El USA Today llamó a la serie "poderosa y brutal" comentando que está "producida extravagantemente, es horriblemente violenta y es fría y dura como el hielo". Rick Porter de Zap2it (Inside the Box) comentó en su crítica: "Boardwalk Empire tiene todo lo que esperas de un drama de HBO: personajes fuertemente delineados, historias a gran escala que se intercalan con momentos íntimos y la sensación de que no podrás encontrar algo parecido en ningún otro canal. Es quizá la mejor serie nueva que ha lanzado HBO en varios años". Otras crítica positiva fue la de Maureen Ryan de TV Squad que dijo: "Sinceramente, esta compleja y entretenida serie es el tipo de cosas que las cadenas -cable y otras emisiones- ya no hacen más: es una magnífica y hermosa saga sobre toda una parte de la sociedad, desde empleados de tiendas y bailarinas hasta apostadores y agentes federales".
Sin embargo, no todas las críticas fueron favorables. Nancy Franklin de The New Yorker opinó que la serie hace mucho eco de Los Soprano y dijo que "sólo el primer episodio costó cerca de veinte millones de dólares, y parece auténtico de una manera que, paradójicamente, parece anodino. Estás constantemente consciente de que estas mirando una serie de época, si bien es cierto que una con algunas escenas intensas y detalles interesantes". Chris Barsanti de PopMatters le dio una puntuación de 6 sobre 10, remarcando que la serie "no comienza de la manera más perspicaz..." y agregó que el personaje de Jimmy Darmody es una "calamidad" y Michael Pitt hace "una actuación plana". Aaron Riccio de Slant Magazine elogió la serie en general (dándole 3,5/5 estrellas), pero comentó que el show es "muy grande" y tiene demasiadas subtramas. "Las tramas que Boardwalk Empire propone son muy complejas para un único episodio", dijo, "mientras este interminable estilo de narración puede funcionar, los escritores no establecen suficiente tensión para sostener la pesada narrativa".
En una entrevista con People, el presidente estadounidense Barack Obama dijo que Boardwalk Empire y Homeland son sus dos series favoritas.

## Premios
Boardwalk Empire ganó un Premio WGA al Mejor guion en una serie nueva y fue nominado al Mejor guion en una serie dramática. Además, la serie ganó un Globo de Oro a la mejor serie dramática, Buscemi ganó como mejor actor y Macdonald fue nominada como mejor actriz de reparto. El reparto ganó el Premio del Sindicato de Actores en una serie dramática, mientras que Steve Buscemi ganó el premio al mejor actor de televisión (drama) y Martin Scorsese ganó el premio DGA y el Emmy por su trabajo como director en el primer episodio. En 2010, Boardwalk Empire estuvo en el top 10 de la televisión del American Film Institute. Recientemente recibió 18 nominaciones a los Premios Emmy, incluyendo las categorías de mejor serie dramática y mejor actor de serie dramática.